# Trường Đại học Nam Cần Thơ
Trường Đại học Nam Cần Thơ là trường đại học tư thục được thành lập theo Quyết định số 230/QĐ-TTg ngày 25 tháng 1 năm 2013 của Thủ tướng Chính phủ  và được Bộ Giáo dục và Đào tạo cho phép hoạt động đào tạo theo Quyết định số 1335/QĐ-BGDĐT ngày 12 tháng 4 năm 2013.

## Cơ sở vật chất
Trường Đại học Nam Cần Thơ đã đầu tư và xây dựng nhiều công trình phục vụ nhu cầu giảng dạy, nghiên cứu và học tập như: giảng đường, phòng học, phòng thí nghiệm thực hành, khu A, B, C, D, khu KTX với sức chứa hơn 2.000 sinh viên, thư viện điện tử ứng dụng đồng bộ các giải pháp công nghệ tự động, hồ bơi đạt chuẩn quốc gia và khu thực hành đa chức năng (khu E). 
Bệnh viện Đại học Nam Cần Thơ, Viện Nghiên cứu và Phát triển dược liệu, Showroom ô tô Nam Cần Thơ DNC được trang bị cơ sở vật chất, thiết bị máy móc hiện đại,..
Dự kiến trong năm 2023, trường sẽ khánh thành Trung tâm phát triển và ứng dụng phần mềm DNC, Khu tích hợp thể thao, mua sắm và du lịch sinh thái DNC…